# Định kiến về tóc vàng

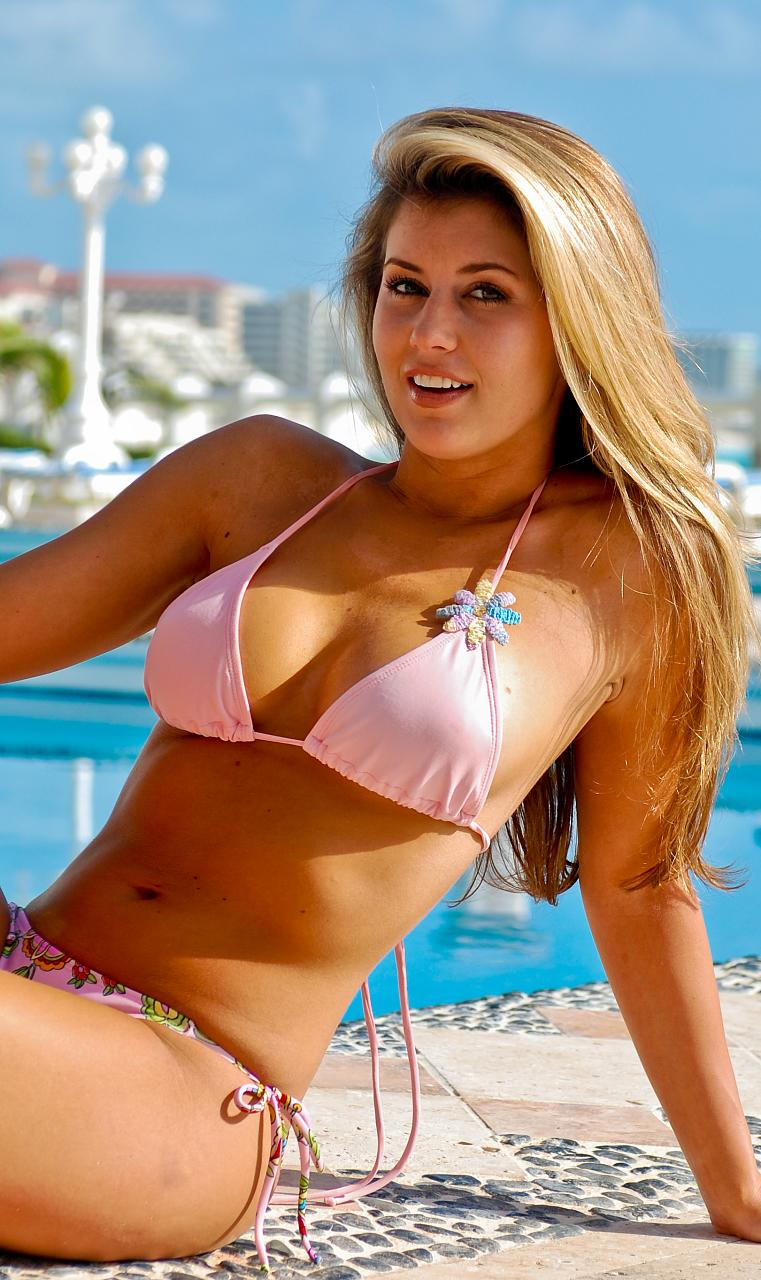
Một cô nàng tóc vàng hấp dẫn, khơi gợi

Định kiến về tóc vàng (Blonde stereotype) là khuôn mẫu mang tính định kiến về những phụ nữ trẻ, da trắng, tóc vàng mà chủ yếu được biết đến qua hai hình mẫu phổ biế  bao gồm "Quả bom tóc vàng" (Blonde bombshell) và "bọn đần tóc vàng" (Dumb blonde). Với định kiến lâu đời này thì những người tóc vàng, nhất là phụ nữ tóc vàng thường được miêu tả là hấp dẫn về mặt ngoại hình, thân thể, kèm theo đó, họ cũng thường bị coi là hời hợt, kém thông minh hơn so với những người tóc nâu và gắn với định kiến về sự dễ dãi, ham muốn cao, phóng đãng, và luôn sẵn sàng làm tình. Có rất nhiều truyện cười về mấy ả tóc vàng (Blonde joke) được truyền tai nhau dựa trên những định kiến này từ đó củng cố cho quan điểm rằng phụ nữ tóc vàng thường bị cho là kém thông minh, ngây ngô, hời hợt, chỉ quan tâm đến vẻ bề ngoài và chuyện mua sắm. Tuy thế, những cô gái có mái tóc vàng lại đồng thời được xem là cực kỳ quyến rũ, hấp dẫn về mặt tình dục và luôn thu hút sự chú ý của đàn ông, hình mẫu này vừa hạ thấp trí tuệ nhưng lại đề cao vẻ hấp hình thể của người phụ nữ. Tuy nhiên, nghiên cứu đã chỉ ra rằng phụ nữ tóc vàng không kém thông minh hơn những phụ nữ có màu tóc khác. Những nhà phê bình nữ quyền xem các định kiến áp đặt này là những hình ảnh tiêu cực, có yếu tố đối tượng hóa phụ nữ, làm suy yếu vị thế của phụ nữ.

## Đại cương
Nguồn gốc của định kiến này có thể bắt nguồn từ châu Âu. Một trong những nhân vật "tóc vàng ngốc nghếch" đầu tiên được ghi nhận là Rosalie Duthé, một kỹ nữ người Pháp vào năm 1775, người nổi tiếng vì thói quen im lặng kéo dài như thể đang suy nghĩ, khiến người khác cho rằng bà trông xinh đẹp nhưng ngốc nghếch. Tuy nhiên, định kiến này chỉ thực sự trở nên phổ biến toàn cầu vào thế kỷ XX thông qua sức ảnh hưởng của văn hóa đại chúng Mỹ, đặc biệt là Hollywood. Cuốn tiểu thuyết "Gentlemen Prefer Blondes" (Đàn ông thích những cô nàng tóc vàng) năm 1925 của Anita Loos và sau đó là bộ phim cùng tên năm 1953 với sự tham gia của huyền thoại Marilyn Monroe đã định hình và củng cố mạnh mẽ hình ảnh "quả bom sex tóc vàng" vừa quyến rũ vừa có phần ngây thơ. Ở Brazil, điều này còn lan rộng đến việc phụ nữ tóc vàng bị coi thường, như được phản ánh trong những trò đùa phân biệt giới tính, là những kẻ phóng túng về tình dục và các thuật ngữ như tóc vàng hoe theo khuôn mẫu (CCB), ám chỉ vẻ ngoài tóc vàng chuẩn mực và các đặc điểm xã hội và trí thông minh được nhận thức chuẩn mực của một người tóc vàng. Nhiều diễn viên nam và nữ ở Mỹ Latinh và Hoa Kỳ gốc Tây Ban Nha có tóc vàng và mắt xanh và/hoặc da nhợt nhạt.

## Khuôn mẫu

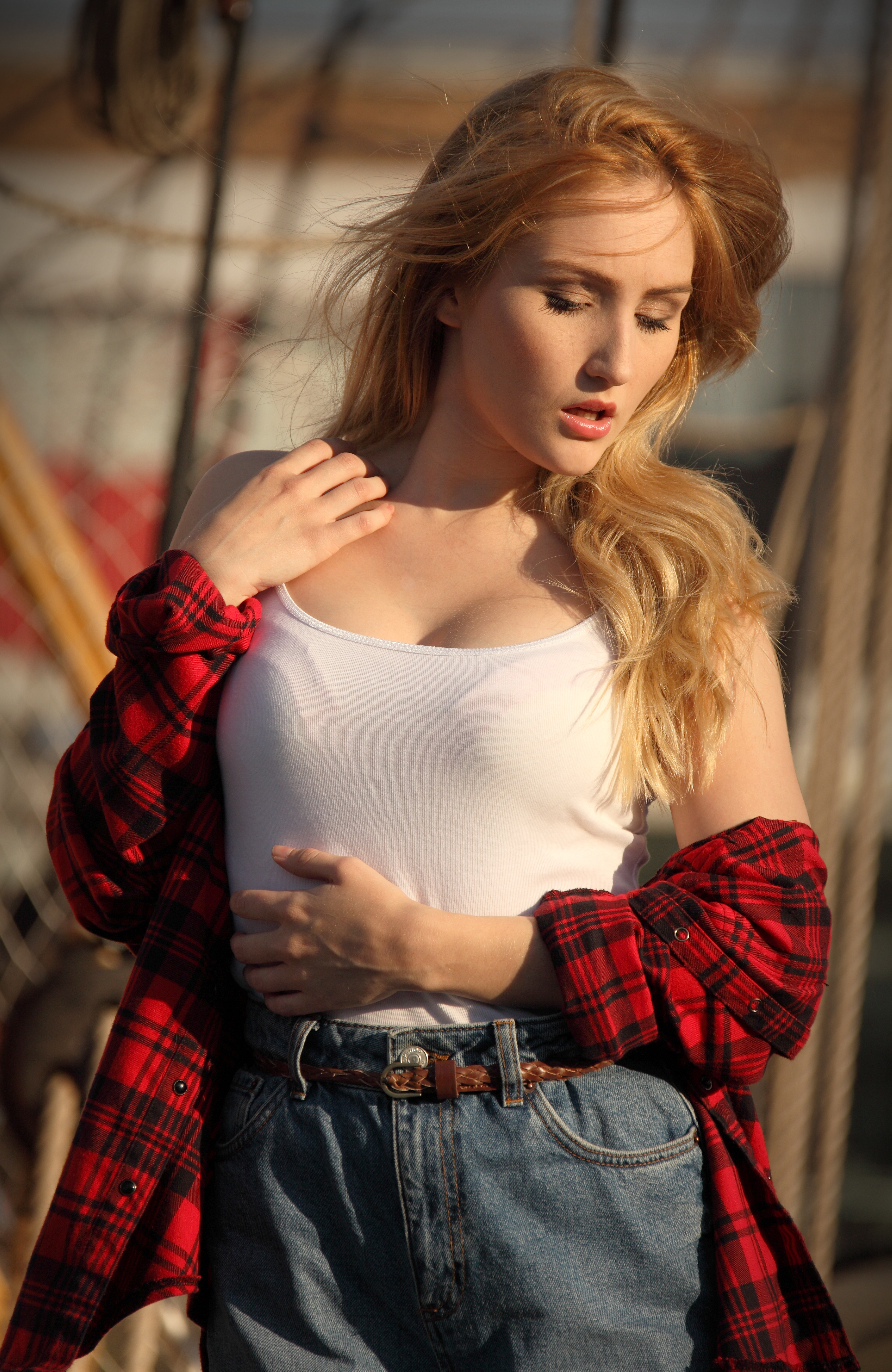
Một phụ nữ tóc vàng kiêu kỳ đang tạo dáng

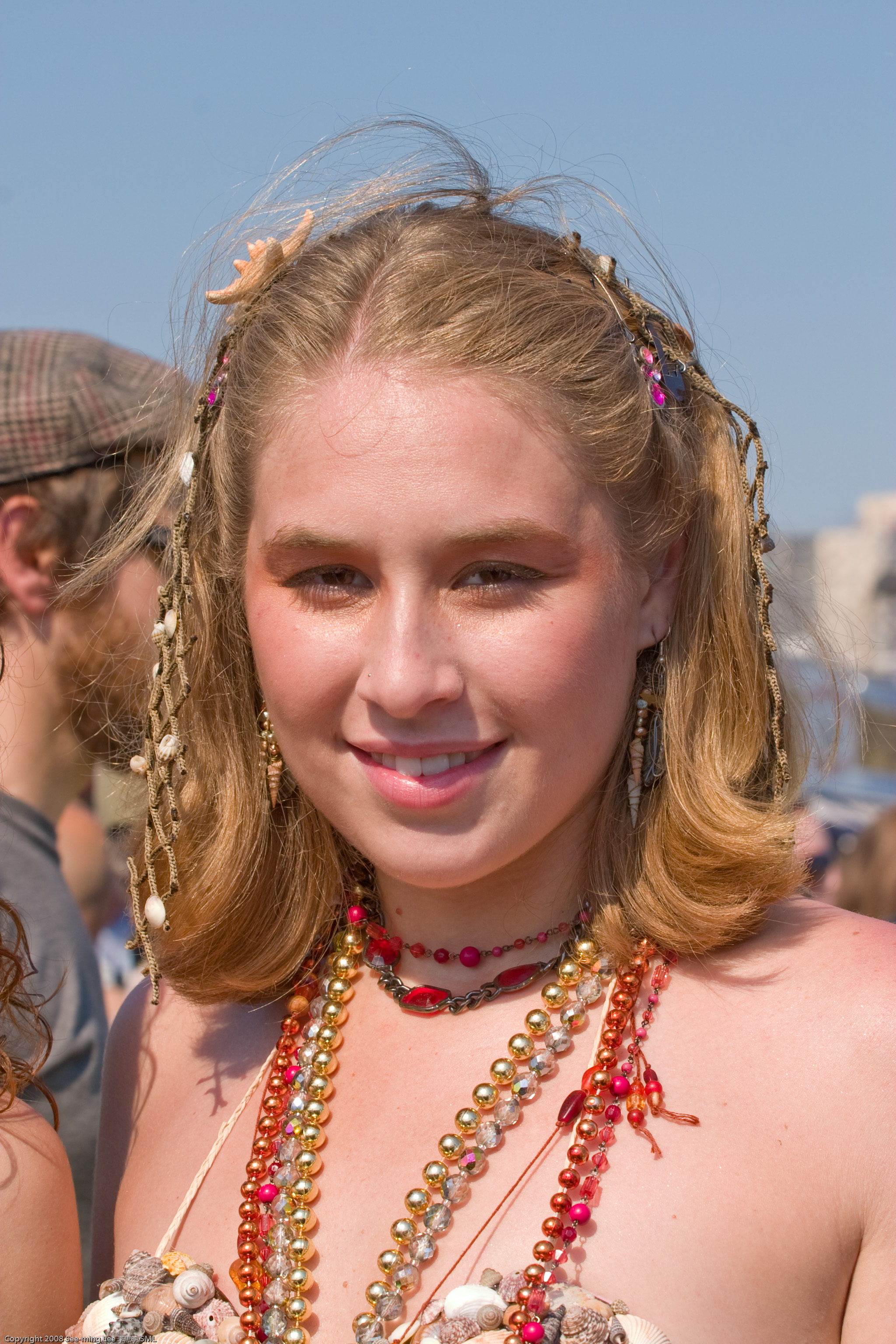
Một thiếu nữ tóc vàng mới lớn

Annette Kuhn chia các khuôn mẫu tóc vàng trong điện ảnh thành ba loại trong bộ phim The Women's Companion to International Film:
- Hình ảnh "tóc vàng lạnh lùng" (Ice-cold blonde): Annette Kuhn định nghĩa kiểu mẫu cô gái tóc vàng này là "một cô gái tóc vàng ẩn chứa lửa tình cháy bỏng bên dưới vẻ ngoài lạnh nhạt, kiêu kỳ". Annette Kuhn lấy Grace Kelly làm ví dụ. Nữ diễn viên người Anh Madeleine Carroll là người khởi xướng vai diễn này trong bộ phim The 39 Steps (1935) của Alfred Hitchcock, với Kelly là một trong những người sẽ tiếp bước cô[10].
- Hình mẫu "Quả bom tóc vàng" ("Blonde bombshell"): Annette Kuhn định nghĩa đó là "một cô gái tóc vàng có sức gợi tình bùng nổ và sẵn sàng trả giá lên giường với đàn ông". Bà đưa ra các nhân vật Brigitte Bardot, Lana Turner, Jean Harlow, Joan Blondell, Mae West, Barbara Eden, Marilyn Monroe và Diana Dors làm ví dụ. Đây là một khuôn mẫu giới tính ám chỉ một người phụ nữ rất hấp dẫn về mặt ngoại hình với mái tóc vàng óng rực rỡ[11][12]. Một bài đánh giá về các tờ báo lá cải bằng tiếng Anh tại Vương quốc Anh cho thấy đây là một khuôn mẫu tóc vàng thường gặp, cùng với "tóc vàng ngực bự" ("Busty blonde") và "bé cưng tóc vàng" ("Blonde babe")[13].
- Hình ảnh "Con đần tóc vàng" ("Dumb blonde"): Annette Kuhn định nghĩa đó là "một cô gái tóc vàng có sức thu hút gợi tình tự nhiên và công khai và biểu hiện sâu sắc của sự ngây ngô, ngốc nghếch, thiếu hiểu biết". Bà đưa ra các nhân vật như Jayne Mansfield, Marion Davies, Alice White, Marie Wilson và Mamie Van Doren làm ví dụ[14][15].